# Clàssica de Sant Sebastià 1987
La Clàssica de Sant Sebastià 1987, 7a edició de la Clàssica de Sant Sebastià, és una cursa ciclista que es va disputar el 12 d'agost de 1987 sobre un recorregut de 244 km.
Van prendre la sortida 153 corredors, dels quals 112 finalitzaren la cursa.
El vencedor final fou l'espanyol Marino Lejarreta, de l'equip Seat-Orbea, que s'imposà en solitari als, també espanyols, Ángel Arroyo (Reynolds-Pinarello) i Federico Etxabe (BH).

## Classificació general
|    | Ciclista             | Equip              | Temps      |
| -- | -------------------- | ------------------ | ---------- |
| 1  | Marino Lejarreta     | Seat-Orbea         | 6h 19' 19" |
| 2  | Ángel Arroyo         | Reynolds-Pinarello | + 28"      |
| 3  | Federico Etxabe      | BH                 | m. t.      |
| 4  | Erik Breukink        | Panasonic-Isostar  | + 01' 02"  |
| 5  | Josep Recio          | Kelme              | m. t.      |
| 6  | Jesús Blanco Villar  | Teka               | m. t.      |
| 7  | Ángel Camarillo      | Teka               | m. t.      |
| 8  | Teun Van Vliet       | Panasonic-Isostar  | + 01' 12"  |
| 9  | Adri van der Poel    | PDM-Concorde       | m. t.      |
| 10 | Pello Ruiz Cabestany | Seat-Orbea         | m. t.      |